# جانشین رئیس ستاد کل نیروهای دفاعی اسرائیل
جانشین رئیس ستاد کل نیروهای دفاعی اسرائیل (انگلیسی: Deputy Chief of General Staff) دومین جایگاه ارشد نظامی در نیروهای دفاعی اسرائیل پس از رئیس ستاد کل نیروهای دفاعی اسرائیل است. جانشین رئیس ستاد، افسری با درجه سرلشکر (آلوف) است. از مارس ۲۰۲۵ سرلشکر تامیر یادای به‌عنوان جانشین رئیس ستاد کل فعالیت می‌کند.
پیشینه شکل‌گیری این سمت به سال ۱۹۴۸ بازمی‌گردد. تا سال ۱۹۹۹ در عمل رئیس اداره عملیات ستاد کل، با حفظ سمت، وظیفه جانشین رئیس ستاد کل را نیز برعهده داشت. در سال ۱۹۹۹ اداره عملیات نیروهای دفاعی اسرائیل تأسیس شد و این دو جایگاه، به‌طور رسمی از هم جدا شدند. از آن زمان، جانشین رئیس ستاد، وظیفه ساخت، تدارکات، توسعه، تجهیز و نگهداری سلاح، برنامه‌ریزی، استخدام و آموزش پرسنل و حفظ آمادگی جسمانی آنها را برعهده دارد.

## فهرست جانشینان رئیس ستاد
| تصویر | نام                | مدت خدمت                        | رئیس ستاد کل       | توضیحات                    |
| ----- | ------------------ | ------------------------------- | ------------------ | -------------------------- |
|       | تزوی آیالون        | ژانویه ۱۹۴۸                     | یاکوف دوری         |                            |
|       | موردخای ماکلیف     | ۹ نوامبر ۱۹۴۹–۷ دسامبر ۱۹۵۲     | ایگائیل یادین      | سومین رئیس ستاد            |
|       | موشه دایان         | ۷ دسامبر ۱۹۵۲ - دسامبر ۱۹۵۳     | موردخای ماکلیف     | چهارمین رئیس ستاد          |
|       | حاییم لاسکوف       | ۲۰ اوت ۱۹۵۵–۲۳ ژوئیه ۱۹۵۶       | موشه دایان         | پنجمین رئیس ستاد           |
|       | تزوی تزور          | ۱۹۵۸ – ۱۹۵۸                     | حاییم لاسکوف       | ششمین رئیس ستاد            |
|       | اسحاق رابین        | ۲۳ ژانویه ۱۹۶۱–۳۰ دسامبر ۱۹۶۳   | تزوی تزور          | هفتمین رئیس ستاد           |
|       | حاییم بارلیف       | مه ۱۹۶۷ - ژانویه ۱۹۶۸           | اسحاق رابین        | هشتمین رئیس ستاد           |
|       | داوید الازار       | ۱۹۶۹ - ژانویه ۱۹۷۲              | حاییم بارلیف       | نهمین رئیس ستاد            |
|       | اسرائیل تال        | ۱۹۷۲ – ۱۹۷۳                     | داوید الازار       |                            |
|       | هرتزل شافیر        | آوریل ۱۹۷۴ - مارس ۱۹۷۶          | موردخای گور        | هفتمین رئیس پلیس اسرائیل   |
|       | رافائل ایتان       | اوت ۱۹۷۷ - آوریل ۱۹۷۸           | موردخای گور        | یازدهمین رئیس ستاد         |
|       | یکوتیئل آدام       | ۱۹۷۸ – ۱۹۸۲                     | رافائل ایتان       | در جنگ ۱۹۸۲ لبنان کشته شد. |
|       | موشه لوی           | ۱۹۸۲ – ۱۹۸۳                     | رافائل ایتان       | دوازدهمین رئیس ستاد        |
|       | داوید ایفری        | ۱۹۸۳ – ۱۹۸۵                     | موشه لوی           |                            |
|       | دن شومرون          | ۱۷ ژانویه ۱۹۸۵–۱ اکتبر ۱۹۸۶     | موشه لوی           | سیزدهمین رئیس ستاد         |
|       | امیر دروری         | ۱ اکتبر ۱۹۸۶–۶ آوریل ۱۹۸۷       | دن شومرون          |                            |
|       | ایهود باراک        | ۷ مه ۱۹۸۷–۱۳ مارس ۱۹۹۱          | دن شومرون          | چهاردهمین رئیس ستاد        |
|       | آمنون لیپکین-شاهاک | ۱۳ مارس ۱۹۹۱–۲۹ نوامبر ۱۹۹۴     | ایهود باراک        | پانزدهمین رئیس ستاد        |
|       | متان ویلنائی       | ۲۹ نوامبر ۱۹۹۴–۱۵ سپتامبر ۱۹۹۷  | آمنون لیپکین-شاهاک |                            |
|       | شائول موفاز        | ۱۵ سپتامبر ۱۹۹۷–۱۱ ژوئن ۱۹۹۸    | آمنون لیپکین-شاهاک | شانزدهمین رئیس ستاد        |
|       | اوزی دایان         | ۱۱ ژوئن ۱۹۹۸–۱۵ سپتامبر ۲۰۰۰    | شائول موفاز        |                            |
|       | موشه یعلون         | ۱۵ سپتامبر ۲۰۰۰–۹ ژوئیه ۲۰۰۲    | شائول موفاز        | هفدهمین رئیس ستاد          |
|       | گبی اشکنازی        | ۹ ژوئیه ۲۰۰۲–۱۵ ژوئیه ۲۰۰۴      | موشه یعلون         | نوزدهمین رئیس ستاد         |
|       | دان حالوتس         | ۱۵ ژوئیه ۲۰۰۴–۱۷ مارس ۲۰۰۵      | موشه یعلون         | هجدهمین رئیس ستاد          |
|       | موشه کاپلینسکی     | ۱۷ مارس ۲۰۰۵–۱ اکتبر ۲۰۰۷       | دان حالوتس         |                            |
|       | دن هارل            | ۱ اکتبر ۲۰۰۷–۱ اکتبر ۲۰۰۹       | گبی اشکنازی        | مدیرکل وزارت دفاع اسرائیل  |
|       | بنی گانتس          | ۱ اکتبر ۲۰۰۹–۲۵ نوامبر ۲۰۱۰     | گبی اشکنازی        | بیستمین رئیس ستاد          |
|       | یائیر ناوه         | ۲۵ نوامبر ۲۰۱۰ - ۱۴ ژانویه ۲۰۱۳ | بنی گانتس          |                            |
|       | گادی آیزنکوت       | ۱۴ ژانویه ۲۰۱۳ - ۱۵ دسامبر ۲۰۱۴ | بنی گانتس          | بیست و یکمین رئیس ستاد     |
|       | یائیر گولان        | ۱۵ دسامبر ۲۰۱۴ - ۱۱ مه ۲۰۱۷     | گادی آیزنکوت       |                            |
|       | آویو کوخاوی        | ۱۱ مه ۲۰۱۷ - ۱۳ دسامبر ۲۰۱۸     | گادی آیزنکوت       | بیست و دومین رئیس ستاد     |
|       | ایال زمیر          | ۱۳ دسامبر ۲۰۱۸ - ۱۱ ژوئیه ۲۰۲۱  | آویو کوخاوی        | بیست و چهارمین رئیس ستاد   |
|       | هرتزی هالوی        | ۱۱ ژوئیه ۲۰۲۱ - ۳۱ اکتبر ۲۰۲۲   | آویو کوخاوی        | بیست و سومین رئیس ستاد     |
|       | امیر بارام         | ۳۱ اکتبر ۲۰۲۲ - ۶ مارس ۲۰۲۵     | هرتزی هالوی        |                            |
|       | تامیر یادای        | ۶ مارس ۲۰۲۵ - تاکنون            | ایال زمیر          |                            |